# Chinatown (альбом Thin Lizzy)
Chinatown — десятый студийный альбом ирландской рок-группы Thin Lizzy, вышедший в 1980 году.

## Об альбоме
Альбом записывался с гитаристом Сноуи Уайтом, заменившим Гэри Мура. Впоследствии Сноуи также принял участие в записи следующего студийника Lizzy, Renegade, и в концертах в период с 1980 по 1982 год. Также в период записи Chinatown к группе присоединился 17-летний клавишник Даррен Уортон.
Рецензент AllMusic посчитал, что альбом проигрывает своему предшественнику Black Rose: A Rock Legend, объясняя это отсутствием гитариста Гэри Мура и продюсера Тони Висконти, а также проблемами с наркотиками у Лайнотта и Горэма; первая сторона альбома получила положительный отзыв (особенно «гимновая» «We Will Be Strong» и «поп-безупречная» «Sweetheart»), в то время как вторая «практически полностью состоит из мягкого наполнителя». Тем не менее, Chinatown получил оценку «не самого худшего альбома» Thin Lizzy.

## Список композиций
| №  | Название              | Автор(ы)                                             | Длительность |
| -- | --------------------- | ---------------------------------------------------- | ------------ |
| 1. | «We Will Be Strong»   | Филип Лайнотт                                        | 5:07         |
| 2. | «Chinatown»           | Брайан Дауни, Скотт Горэм, Филип Лайнотт, Сноуи Уайт | 4:40         |
| 3. | «Sweetheart»          | Филип Лайнотт                                        | 3:28         |
| 4. | «Sugar Blues»         | Брайан Дауни, Скотт Горэм, Филип Лайнотт, Сноуи Уайт | 4:18         |
| 5. | «Killer on the Loose» | Филип Лайнотт                                        | 3:53         |

| №  | Название                                | Автор(ы)                    | Длительность |
| -- | --------------------------------------- | --------------------------- | ------------ |
| 1. | «Having a Good Time»                    | Филип Лайнотт, Сноуи Уайт   | 4:35         |
| 2. | «Genocide (The Killing of the Buffalo)» | Филип Лайнотт               | 5:05         |
| 3. | «Didn’t I»                              | Филип Лайнотт               | 4:25         |
| 4. | «Hey You»                               | Брайан Дауни, Филип Лайнотт | 5:06         |

| №   | Название                                           | Автор(ы)                                             | Длительность |
| --- | -------------------------------------------------- | ---------------------------------------------------- | ------------ |
| 1.  | «Don’t Play Around» (би-сайд)                      | Филип Лайнотт                                        | 3:09         |
| 2.  | «We Will Be Strong» (сингл-версия)                 | Филип Лайнотт                                        | 4:10         |
| 3.  | «Sugar Blues» (City Hall, Cork, 1980)              | Брайан Дауни, Скотт Горэм, Филип Лайнотт, Сноуи Уайт | 5:39         |
| 4.  | «Whiskey in the Jar» (City Hall, Cork, 1980)       | трад. \ Филип Лайнотт                                | 5:47         |
| 5.  | «Are You Ready» (City Hall, Cork, 1980)            | Брайан Дауни, Брайан Робертсон, Филип Лайнотт        | 3:10         |
| 6.  | «Chinatown» (City Hall, Cork, 1980)                | Брайан Дауни, Скотт Горэм, Филип Лайнотт, Сноуи Уайт | 5:06         |
| 7.  | «Got to Give It Up» (RDS Hall, Dublin, 1980)       | Филип Лайнотт, Скотт Горэм                           | 6:07         |
| 8.  | «Dear Miss Lonely Hearts» (RDS Hall, Dublin, 1980) | Джимми Бэйн, Филип Лайнотт                           | 5:24         |
| 9.  | «Killer on the Loose» (Hammersmith Odeon, 1981)    | Филип Лайнотт                                        | 5:39         |
| 10. | «Chinatown» (отредактированная версия)             | Брайан Дауни, Скотт Горэм, Филип Лайнотт, Сноуи Уайт | 3:40         |
| 11. | «Chinatown» (саундчек, Cork, 1980)                 | Брайан Дауни, Скотт Горэм, Филип Лайнотт, Сноуи Уайт | 4:50         |
| 12. | «Don’t Play Around» (саундчек, Hammersmith, 1980)  | Филип Лайнотт                                        | 3:57         |
| 13. | «Sweetheart» (саундчек, Hammersmith, 1980)         | Филип Лайнотт                                        | 4:22         |
| 14. | «Didn’t I» (саундчек, Cork, 1980)                  | Филип Лайнотт                                        | 5:56         |
| 15. | «Hey You» (саундчек, Cork, 1980)                   | Брайан Дауни, Филип Лайнотт                          | 6:46         |

## Участники записи
Список составлен по сведениям базы данных Discogs.
Thin Lizzy
- Фил Лайнотт — бас-гитара, клавишные, вокал;
- Скотт Горэм — соло-гитара, ритм-гитара, бэк-вокал;
- Сноуи Уайт — соло-гитара, ритм-гитара, бэк-вокал;
- Брайан Дауни — ударные, перкуссия

| приглашённые музыканты - Даррен Уортон — клавишные, бэк-вокал; - Мидж Юр — клавишные, орган Vox; - Тим Хинкли — электроорган; - Фиахра Тренч — струнные аранжировки (в песне «Didn’t I») | Технический персонал: - Thin Lizzy — продюсер - Кит Вулвен — продюсер, звукоинженер - Гордон Фордайс — ассистент звукоинженера - Иэн Купер — мастеринг-инженер - Джим Фицпатрик — дизайнер - Roger & Linda — дизайн художественного оформления - Джон Пол — фотограф |